# Bistum Talibon
Das Bistum Talibon (lat.: Dioecesis Talibonensis) ist eine auf den Philippinen gelegene römisch-katholische Diözese mit Sitz in Talibon.

## Geschichte

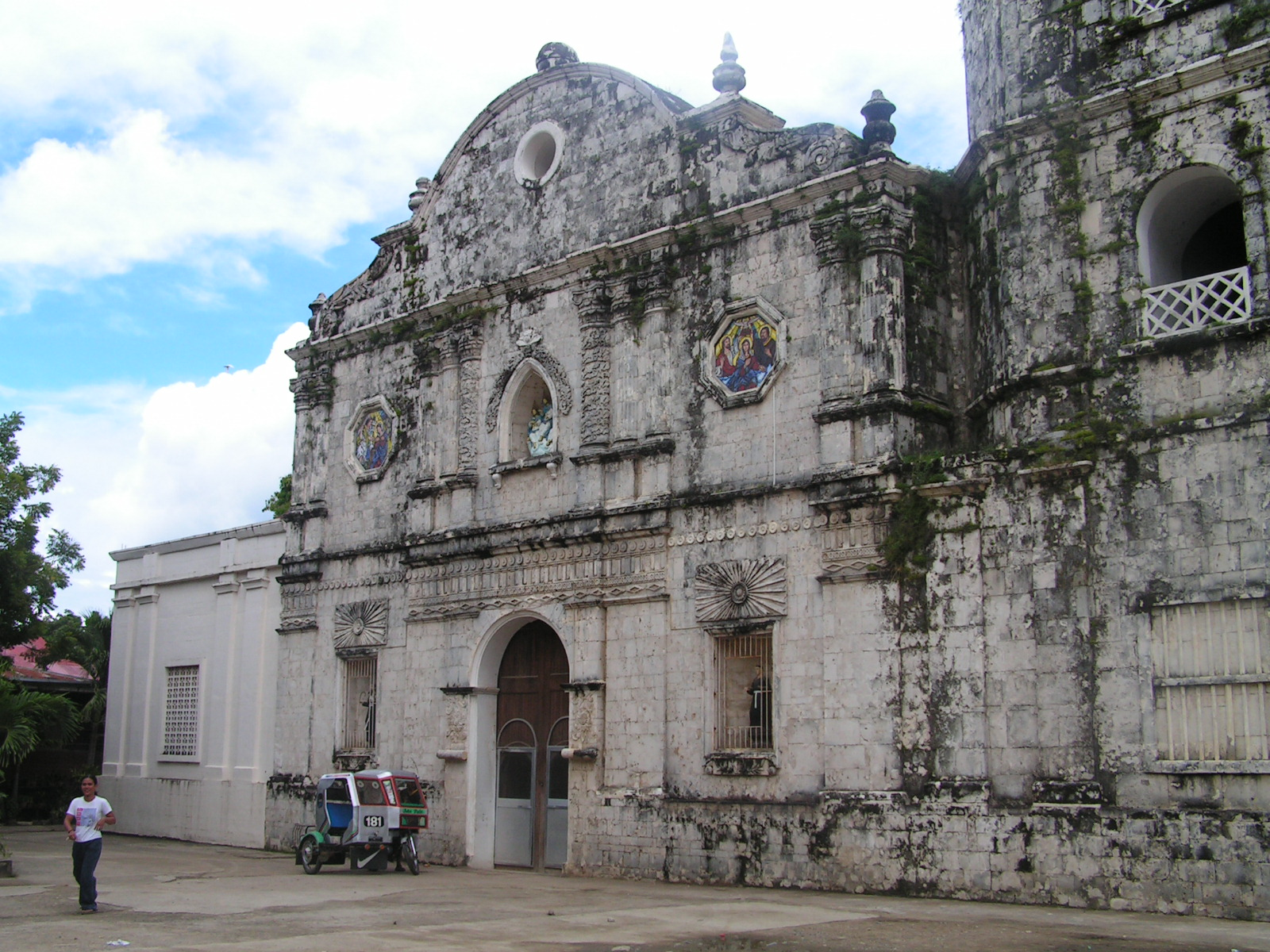
Blessed Trinity Cathedral in Talibon

Das Bistum Talibon wurde am 9. Januar 1986 durch Papst Johannes Paul II. mit der Apostolischen Konstitution Apostolica Sedes aus Gebietsabtretungen des Bistums Tagbilaran errichtet und dem Erzbistum Cebu als Suffraganbistum unterstellt.

## Bischöfe von Talibon
- Christian Vicente Noel, 1986–2014
- Daniel Patrick Parcon, seit 2014